# Улієш (Харгіта)
Улієш (рум. Ulieș) — село у повіті Харгіта в Румунії. Адміністративний центр комуни Улієш.
Село розташоване на відстані 208 км на північ від Бухареста, 46 км на захід від М'єркуря-Чука, 140 км на південний схід від Клуж-Напоки, 68 км на північний захід від Брашова.

## Населення
За даними перепису населення 2002 року у селі проживали 328 осіб, з них 324 особи (98,8%) угорців.
Рідною мовою назвали:
| Мова      | Кількість осіб | Відсоток |
| --------- | -------------- | -------- |
| угорська  | 323            | 98,5%    |
| румунська | 5              | 1,5%     |